# Joline Höstman
Carolina Joline Höstman (Sjövik, 24 de septiembre de 1988) es una deportista sueca que compitió en natación, especialista en el estilo braza.
Ganó tres medallas en el Campeonato Europeo de Natación entre los años 2008 y 2012, y una medalla de bronce en el Campeonato Europeo de Natación en Piscina Corta de 2009.

## Palmarés internacional
| Campeonato Europeo                  | Campeonato Europeo       | Campeonato Europeo | Campeonato Europeo |
| Año                                 | Lugar                    | Medalla            | Prueba             |
| ----------------------------------- | ------------------------ | ------------------ | ------------------ |
| 2008                                | Eindhoven (Países Bajos) | Medalla de bronce  | 100 m braza        |
| 2010                                | Budapest (Hungría)       | Medalla de plata   | 4 × 100 m estilos  |
| 2012                                | Debrecen (Hungría)       | Medalla de bronce  | 4 × 100 m estilos  |
| Campeonato Europeo en Piscina Corta |                          |                    |                    |
| Año                                 | Lugar                    | Medalla            | Prueba             |
| 2009                                | Estambul (Turquía)       | Medalla de bronce  | 200 m braza        |